# Alberto Giacomelli
Alberto Giacomelli (Trapani, 28 settembre 1919 – Trapani, 14 settembre 1988) è stato un magistrato italiano, assassinato da Cosa nostra.

## Biografia
Nel 1946 entrò in Magistratura, destinato alla Procura di Trapani. Dal 1951 al 1953 fu Pretore di Calatafimi, e a Trapani dal 1953 al 1954.
Dal 1971 giudice presso il Tribunale di Trapani, fu dal 1978 Presidente di Sezione dello stesso Tribunale, fin quando andò in pensione il 1º maggio 1987.

### L'omicidio
Un anno dopo, i Carabinieri di Trapani, alle 8 del mattino del 14 settembre 1988 a Locogrande (contrada nelle vicinanze di Trapani) ne rinvenivano il cadavere dietro l'autovettura di proprietà dell'ex-magistrato. Presentava un colpo di arma da fuoco alla testa ed un altro all'addome. Le indagini evidenziavano che il delitto era stato organizzato e compiuto da componenti della criminalità organizzata locale.

### Il processo
Un primo processo celebrato innanzi la Corte d'assise di Trapani portò alla momentanea condanna di alcuni soggetti ritenuti gli esecutori dell'omicidio. Detti soggetti furono poi assolti in grado d'appello. Negli anni successivi, complici le dichiarazioni di alcuni collaboratori di giustizia, si giunse alla condanna di Totò Riina, considerato mandante dell'omicidio. Nel 1985 Giacomelli, aveva firmato il provvedimento di sequestro di beni a Gaetano Riina, fratello del boss.
Nelle motivazioni i Giudici d'Assise ripercorrono il momento storico in cui fu commesso il delitto. Emerse, così, che la mafia aveva deciso di colpire, per la prima volta in assoluto, un Magistrato giudicante, uno qualsiasi. Si decise di uccidere Giacomelli perché, nella sua qualità di Presidente della sezione per le misure di prevenzione del locale Tribunale, confiscò l'abitazione del fratello del capo di Cosa Nostra, non consentendogli più di utilizzarla. Qualche giorno dopo la mafia decise di colpire un altro Magistrato giudicante operante nel distretto di Corte d'Appello di Palermo: Antonino Saetta.
Quello di Alberto Giacomelli resta l'unico caso di omicidio di un magistrato in pensione nella storia d'Italia.